# 古比雪夫 (新西伯利亞州)
55°26′N 78°19′E / 55.433°N 78.317°E
古比雪夫（俄语：Куйбышев）是俄羅斯新西伯利亞州的一座城市，位於該州中西部鄂木河畔。2005年人口48,500人。
1722年開埠，1782年建市。1935年改名以紀念在被判在當地流放兩年的蘇聯領袖瓦勒良·古比雪夫。這裡是帖木兒徹底擊敗金帳汗國汗脫脫迷失的地方。